# Firefox (roman)
Firefox är en thrillerroman skriven av Craig Thomas, som gavs ut första gången 1977. Romanen gav Thomas stor framgång, särskilt sedan den hade filmatiserats 1982 med Clint Eastwood som regissör, producent och i huvudrollen som Mitchell Gant. Genom att boken presenterar ett påhittat, avancerat MiG-flygplan (sovjetiskt stridsflygplan) är den enligt somligas mening en föregångare till den några år senare uppkomna genren technothriller. Firefox är ett påhittat NATO-rapporteringsnamn som syftar på ett jetdrivet jaktflygplan.  

## Handling
Boken handlar om ett fiktivt MiG-31 Firefox-flygplan som har utvecklats av Sovjetunionen under kalla kriget. Detta plan skall inte blandas samman med det riktiga MiG-31 (Foxhound) som utvecklades senare.
Romanens Firefox har ett antal avancerade finesser, framförallt en form av smygteknik som gör det helt osynligt för radar, det kan uppnå hastigheter av Mach 5 eller mer; planets vapen kontrolleras av pilotens tankeimpulser, vilket möjliggör ytterst snabb användning av dem. Lika imponerande, även om det inte framhålls på samma sätt i boken, är planets räckvidd om nästan 5 000 km.
När västmakterna får klart för sig att Sovjetunionen har utvecklat ett flygplan som kommer att ge dem total dominans i luften, utvecklar amerikanska CIA och brittiska MI6 en plan för att stjäla en av de två prototyper av Firefox som har byggts. Första delen av boken beskriver hur stridspiloten Mitchell Gant i hemlighet reser till Sovjetunionen och med hjälp av ett nätverk av dissidenter och västsympatisörer lyckas ta sig till flygbasen Biljarsk där de två prototypflygplanen utvecklas. Med hjälp av några av de vetenskapsmän som jobbar med projektet lyckas han ta sig in på basen och stjäla en MiG-31. Denna del av boken framställer sådant spionarbete som grymt, skrämmande och stressande, en tydlig skillnad mot mer äventyrliga thrillers av "Bond-typ".
Den andra delen av boken återger hur Gant undviker det sovjetiska flygvapnet och försöker ta sig hem med Firefox. I denna del av boken finns ett starkt fokus på militär teknik och taktik.

## Figurer i "Firefox"
- Mitchell Gant – amerikansk stridspilot och spion, huvudperson
- Kenneth Aubrey – brittisk spionmästare
- Överste Kontarskij – sovjetisk ledare för kontraspionaget på Biljarsk-flygbasen
- Dmitrij Priabin – sovjetisk underrättelseofficer som jobbar åt överste Kontarskij
- Peter Shelly – brittisk agent
- Charles Buckholtz – amerikansk CIA-agent
- General Med Vladimirov – sovjetisk flygvapengeneral som får uppdraget att stoppa Gant.
- Flygmarskalk Kutuzov – sovjetisk flygvapenchef
- Jurij Andropov – chef för KGB (vilket han också var i verkligheten när boken skrevs i mitten av 1970-talet)

## Litterär betydelse och kritik
Firefox anses av många som ett av de allra första exemplen på en technothriller, en genre som populariserades ytterligare genom Tom Clancys Jakten på Röd oktober sju år senare.